# Golden State Warriors 1991-1992
La stagione 1991-92 dei Golden State Warriors fu la 43ª nella NBA per la franchigia.
I Golden State Warriors arrivarono secondi nella Pacific Division della Western Conference con un record di 55-27. Nei play-off persero al primo turno con i Seattle SuperSonics (3-1).

## Risultati
| Squadra                | V  | P  | %    | GB |
| ---------------------- | -- | -- | ---- | -- |
| Portland Trail Blazers | 57 | 25 | 69,5 | -  |
| Golden State Warriors  | 55 | 27 | 67,1 | 2  |
| Phoenix Suns           | 53 | 29 | 64,6 | 4  |
| Seattle SuperSonics    | 47 | 35 | 57,3 | 10 |
| Los Angeles Clippers   | 45 | 37 | 54,9 | 12 |
| Los Angeles Lakers     | 43 | 39 | 52,4 | 14 |
| Sacramento Kings       | 29 | 53 | 35,4 | 28 |

## Roster
| N° | Naz.                   | Ruolo | Sportivo             | Anno | Alt. | Peso \|\| |
| -- | ---------------------- | ----- | -------------------- | ---- | ---- | --------- |
| 3  | Stati Uniti (bandiera) | AC    | Tom Tolbert          | 1965 | 201  | 107       |
| 4  | Stati Uniti (bandiera) | GA    | Vincent Askew        | 1966 | 198  | 95        |
| 10 | Stati Uniti (bandiera) | G     | Tim Hardaway         | 1966 | 183  | 79        |
| 11 | Stati Uniti (bandiera) | GA    | Jaren Jackson        | 1967 | 193  | 86        |
| 13 | Lituania (bandiera)    | G     | Šarūnas Marčiulionis | 1964 | 196  | 91        |
| 17 | Stati Uniti (bandiera) | GA    | Chris Mullin         | 1963 | 198  | 91        |
| 20 | Stati Uniti (bandiera) | GA    | Mario Elie           | 1963 | 196  | 95        |
| 22 | Stati Uniti (bandiera) | A     | Rod Higgins          | 1960 | 201  | 91        |
| 25 | Stati Uniti (bandiera) | AC    | Chris Gatling        | 1967 | 208  | 100       |
| 30 | Stati Uniti (bandiera) | GA    | Billy Owens          | 1969 | 203  | 100       |
| 32 | Stati Uniti (bandiera) | A     | Tyrone Hill          | 1968 | 206  | 109       |
| 33 | Stati Uniti (bandiera) | A     | Kenny Battle         | 1964 | 198  | 95        |
| 35 | Stati Uniti (bandiera) | GA    | Jud Buechler         | 1968 | 198  | 100       |
| 43 | Stati Uniti (bandiera) | AC    | Jim Petersen         | 1962 | 208  | 107       |
| 45 | Stati Uniti (bandiera) | A     | Tony Massenburg      | 1967 | 206  | 100       |
| 52 | Stati Uniti (bandiera) | AC    | Victor Alexander     | 1969 | 206  | 120       |
| 53 | Stati Uniti (bandiera) | AC    | Alton Lister         | 1958 | 213  | 109       |
| 55 | Canada (bandiera)      | C     | Mike Smrek           | 1962 | 213  | 113       |
| 55 | Stati Uniti (bandiera) | A     | Billy Thompson       | 1963 | 201  | 88        |

## Staff tecnico
- Allenatore: Don Nelson
- Vice-allenatori: Garry St. Jean, Donn Nelson
- Preparatore atletico: Tom Abdenour
- Preparatore fisico: Mark Grabow